# Euphorbia trichophylla
Euphorbia trichophylla là một loài thực vật thuộc họ Euphorbiaceae. Đây là loài đặc hữu của Madagascar. Môi trường sống tự nhiên của chúng là đồng cỏ nhiệt đới hoặc cận nhiệt đới vùng đất cao and vùng nhiều đá. Chúng hiện đang bị đe dọa vì mất nơi sống.